# Josep Lluis Sert

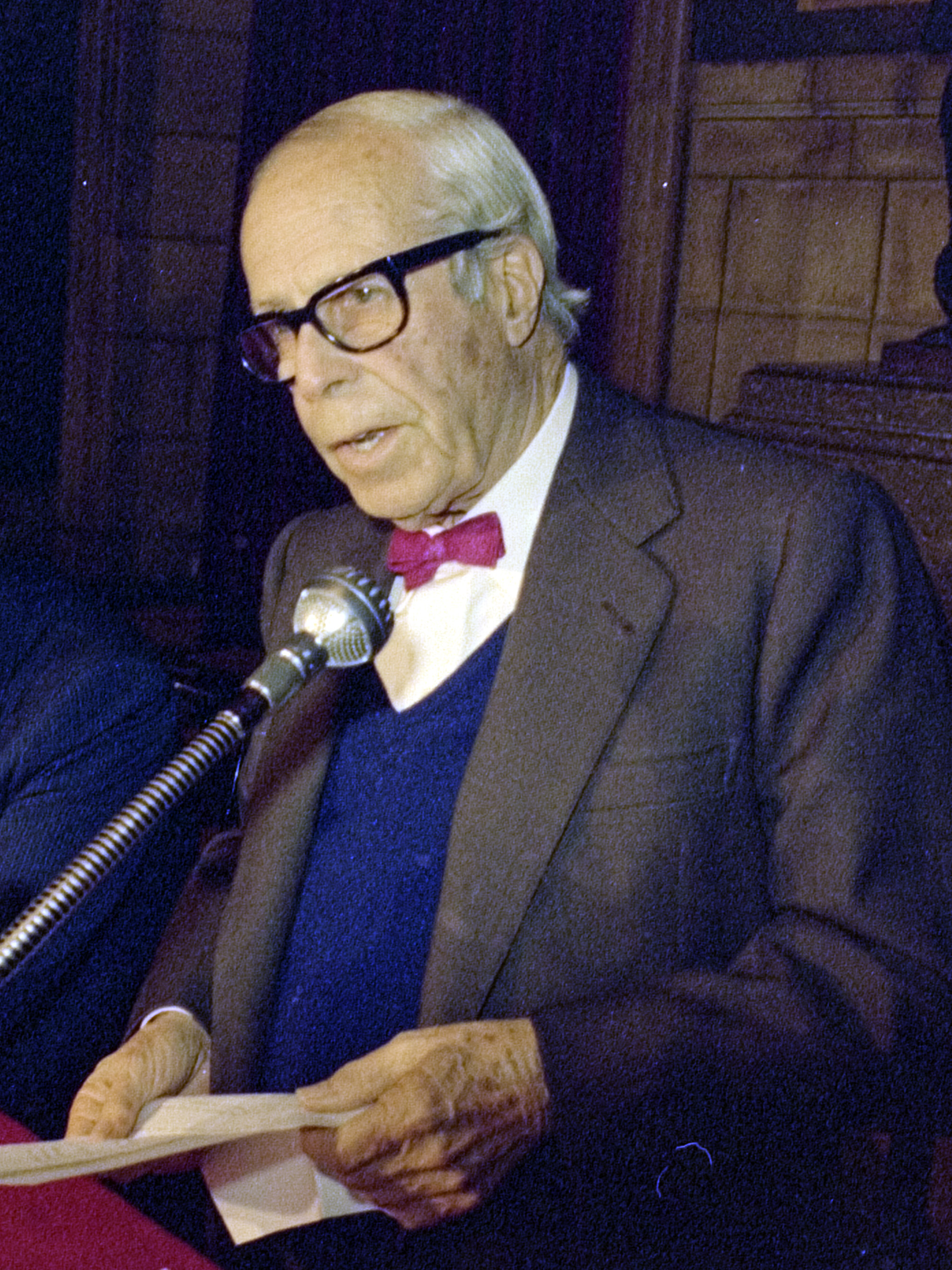
Josep Lluís Sert (1981)

Josep Louis Sert (Barcelona, 1 juli 1902 - aldaar, 15 maart 1983) was een Spaans architect en stedebouwkundige.

## Levensloop
Josep Louis Sert werd geboren in Barcelona. Hij studeerde aan de Escola Tècnica Superior d'Arquitectura de Barcelona van 1923-1929. Tijdens zijn studie maakte hij met klasgenoten een reis naar Zuid-Spanje en Ibiza om de locale architectuur te bestuderen. Op uitnodiging van Le Corbusier werkte Sert van 1929 tot 1931 op zijn bureau in Parijs. Op 25 oktober 1930 richtte Sert met een aantal andere architecten waaronder Fernando Garcia Mercadal de groep GATCPAC (Grup d'Arquitectes i Tècnics Catalans para el Progrés de l'Arquitectura Contemporània) op. Deze groep verzorgde ook voor de publicatie van hun ideeën het tijdschrift AC (Documentos de Actividad Contemporánea). Mercadal behoorde tot de oprichters van CIAM en GATCPAC kon worden beschouwd als de Spaanse taak van deze internationale beweging.
In de periode 1931-1937 had Sert met Josep Torres Clavé een architectenbureau in Barcelona. Belangrijke projecten in die jaren waren het ontwerp voor Casa Bloc, een woongebouw in de wijk Sant Andreu van de stad Barcelona. Spraakmakend was ook het ontwerp voor het Dispensario Antituberculoso in Barcelona. In 1937 ontwierp hij met zijn collega Lacasa het Spaanse Paviljoen voor de Wereldtentoonstelling in Parijs. Bij het uitbreken van de Spaanse Burgeroorlog gingen veel modernistische architecten in ballingschap, waaronder Sert. Op 1 oktober 1938 trouwde hij in Parijs met Ramona (Moncha) Longás. Getuigen bij het huwelijk waren Joan Miró en Le Corbusier. In 1939 werd zijn bevoegdheid als architect door het Franco-regime ingetrokken. Sert vertrok naar de Verenigde Staten.
In New York begon hij met Paul Lester Wiener en Paul Schulz een ontwerpbureau ‘Town Planning Associates’. Het bureau bleef actief van 1942-1959 en was betrokken bij een aantal stedebouwkundige projecten in Latijns Amerika. Van 1944-1945 was Sert hoogleraar voor stedebouw aan de Yale-universiteit. In 1953 volgde hij Walter Gropius op als Decaan van de Graduate School of Design van de Harvard-universiteit. Hij bleef Decaan tot 1969. In 1955 begon hij een architectenbureau in Cambridge (Massachusetts). In 1958 werd dit uitgebreid met
Huson Jackson en Ronals Gourley. In 1963 werd Joseph Zalewski toegevoegd. Het bureau kreeg vanaf dat jaar de naam Sert, Jackson and Associates.
Na zijn emeritaat in 1969 bezocht hij regelmatig Barcelona en hij woonde lange tijd op Ibiza. In 1981 keerde hij definitief terug naar zijn geboortestad met zijn vrouw en dochter. In 1982 schonk hij een belangrijk legaat aan de Fundació Joan Miró in Barcelona. Hij overleed op 15 maart 1983 in Barcelona.

## Werk

### GATCPAC en CIAM
Tijdens zijn studie had Sert al kennisgenomen van de ontwikkelingen in Noord Europa met betrekking tot het Nieuwe bouwen en het Functionalisme in de architectuur en de stedebouw. De architect Fernando Garcia Mercadal vormde de schakel tussen de Spaanse Modernisten en Noord Europeanen zoals Le Corbusier. Mercadal was in 1928 betrokken bij de oprichting van CIAM, het Congrès Internationale des Architectes Modernes, een initiatief van Le Corbusier, Sigfried Giedion en Hélène de Mandrot. Le Corbusier schreef de hoofdlijnen van de ‘Verklaring van Sarraz’. Toen Mercadal Le Corbusier in 1928 uitnodigde voor een lezing in Madrid, regelde Sert een ontmoeting met Le Corbusier in Barcelona.
In 1930 richtte Mercadal de Spaanse tak van CIAM op: GATEPAC, Grupo de Arquitectura y Technicos Españoles para el Progrès de la Arquitectura Contemporània. Er ontstond al gauw een onderverdeling in een Noordelijke groep (met voornamelijk Baskische architecten), een Centrale groep in Madrid en een Oostelijke groep met Sert en José Torres Clavé als centrale personen in Barcelona. In 1933 functioneerden de Noordelijke en Oostelijke groep niet langer. De naam GATEPAC werd veranderd in GATCPAC, de E van España werd vervangen door de C van Catalonië.
De architecten van GATCPAC zetten hun ideeën uiteen in het tijdschrift AC (‘Documentos de Actividad Contemporànea’) dat verscheen van 1932 tot 1937. Hun uitgangspunten voor architectuur en stedebouw werden gepubliceerd in het eerste nummer. Ze volgden de uitgangspunten van CIAM (functiescheiding en rationele woningbouw) maar ze wilden zich ook laten inspireren door de eigen traditionele volksarchitectuur. Het 18e nummer van AC uit 1935 was geheel gewijd aan de kenmerken van de populaire architectuur. Sert schreef daarin een essay ‘Raices mediterráneas de la arquitectura moderna’. Hij stelde dat de moderne architectuur technisch gezien ontstaan was in de noordelijke landen, maar dat de ‘stijlloze’ mediterrane bouwwijze belangrijk was voor een pure moderne architectuur.
De GATCPAC groep ontwikkelde ook een plan voor de hervorming van de stedelijke structuur van Barcelona, het Plan Macia. Er moest een nieuw stadsplan komen met meer aandacht voor gezondheid en welzijn van de bewoners. De stad moest worden ingedeeld in functionele zones met zo weinig mogelijk functiemenging en veel open ruimten. De ontwikkelingen tijdens de Spaanse Burgeroorlog verhinderde de uitvoering van dit plan. Wat restte waren enkele appartementsblokken zoals Casa Bloc. Dit woonblok is een voorbeeld van rationalistische architectuur met veel aandacht voor licht, lucht en gemeenschappelijke voorzieningen. Toen Franco aan de macht kwam verloor het Casa Bloc veel van zijn oorspronkelijke functies.
In 1933 vond het Vierde CIAM congres plaats in Athene en op het schip s.s. Patris II (dat heen en weer voer tussen Athene en Marseille). Sert nam deel aan dit congres dat als thema De Functionele Stad had. Tijdens het congres werden de analyses van bestaande Europese steden besproken en de resultaten werden vastgelegd in de zogenaamde ‘Constateringen’. Le Corbusier maakte van de Constateringen een populaire editie: ‘La Charte d’Athènes’ dat een grote invloed zou hebben op de stedebouw na de Tweede Wereldoorlog. Sert, die vanaf 1937 vice-voorzitter van CIAM was, schreef aan de hand van de Constateringen zijn boek ‘Can Our Cities survive? An ABC of urban problems, their analyses, their solutions. Het boek verscheen in 1942.
Bij het 6e CIAM congres in 1947 in Bridgwater, graafschap Somerset werd Sert gekozen als voorzitter. Er werd een nieuwe koers uitgezet, waarbij het document “Nine Points on Monumentality’ uit 1944 een duidelijke rol speelde.

### Nine Points on Monumentality
Bij het ontwerp van het Spaanse paviljoen voor de Wereldtentoonstelling van 1937 in Parijs werd al duidelijk dat de ideeën van Sert over de moderne architectuur aan het verschuiven waren. In New York werkte hij samen met Sigfried Giedion en Fernand Léger aan het opstellen van een document over de Nieuwe Monumentaliteit. Het manifest ‘Nine Points on Monumentality’ werd uitgegeven in 1943. Ze erkenden dat de moderne architectuur nog niet door het publiek was geaccepteerd. Veel avant-garde kunstenaars waren er van overtuigd, dat de moderne kunst een sociaal doel had in het vorm geven aan de collectieve idealen van een democratische samenleving. '
De strikt functionalistische architectuur was als het ware ontdaan van elke culturele waarde. In het manifest ‘Nine Points on Monumentality’ legden de opstellers de nadruk op monumenten en stedelijke ruimten die door hun vormgeving het collectieve gevoel van de tijd weergaven. Gebouwen moeten niet langer geïsoleerde eenheden zijn maar ingebed worden in het stedelijk weefsel. Architectuur en stedelijke planning moeten het resultaat zijn van een geïntegreerde aanpak door architecten en kunstenaars

### Spaans Paviljoen
De ‘Exposition internationale des arts et des techniques dans le vie moderne’ werd in mei 1937 in Parijs geopend. Het leidende thema was de integratie van kunst en technologie voor het dagelijks leven. Maar deze thematiek werd overschaduwd door de ideologische doelstellingen van veel van de inzendingen. Ook de Spaanse Republiek wilde de bijdrage aan de expositie benutten om stelling te nemen tegen de fascistische ideologie van Francisco Franco (in Spanje was in 1936 de Spaanse Burgeroorlog begonnen). Sert en Luis Lacasa kregen de opdracht een ontwerp voor een paviljoen te maken. Lacasa wilde een gebouw in baksteen in de traditie van de Spaanse architectuur, maar de grote tijddruk en de schaars beschikbare middelen maakten aanpassingen noodzakelijk.
Sert die in 1937 in Parijs verbleef, werd gevraagd te assisteren. Sert ontwierp een sober gebouw met een effectieve dragende metalen constructie. Hij maakte gebruik van snel beschikbare materialen waardoor het gebouw op 12 juli 1937 in gebruik kon worden genomen. De tentoonstelling zelf was reeds op 24 mei officieel geopend. De rationele architectuur werd gemengd met elementen uit de Spaanse architectuur zoals de terracotta tegels op vloer van de patio, de constructie van een beweegbare zonwerende luifel en de witte kubistische vormen van de achtergevel. Opvallend was de samenwerking met de kunstenaars die in het paviljoen exposeerden. Pablo Picasso toonde er zijn ‘Guernica’ als aanklacht tegen de verschrikkingen van het bombardement op het Spaanse stadje Guernica op 26 april 1937. Voor dit schilderij werd de ‘Kwikfontein’ van Alexander Calder geplaatst. De regering van de Spaanse Republiek wilde aandacht voor de bedreigde strategisch belangrijke kwikmijnen bij Almadèn in het zuidwesten van Spanje. Sert vond het oorspronkelijke ontwerp niet geschikt om voor het schilderij van Picasso geplaatst te worden en hij vroeg Calder om het oorspronkelijke plan aan te passen. De fontein werd een groot succes bij het publiek. Van Joan Miró was het ter plaatse in het trappenhuis geschilderde doek ‘El Segador’ te zien. Josep Renau i Berenguer zorgde voor fotomontages op de tweede verdieping.
Aan het einde van de tentoonstelling werd het gebouw gesloopt. Het schilderij ‘Guernica’ ging op rondreis om aandacht te vragen voor de ellende in de Spaanse Burgeroorlog, de overige kunstwerken gingen terug naar Spanje. In 1992 werd in Barcelona een reconstructie van het gebouw gemaakt.

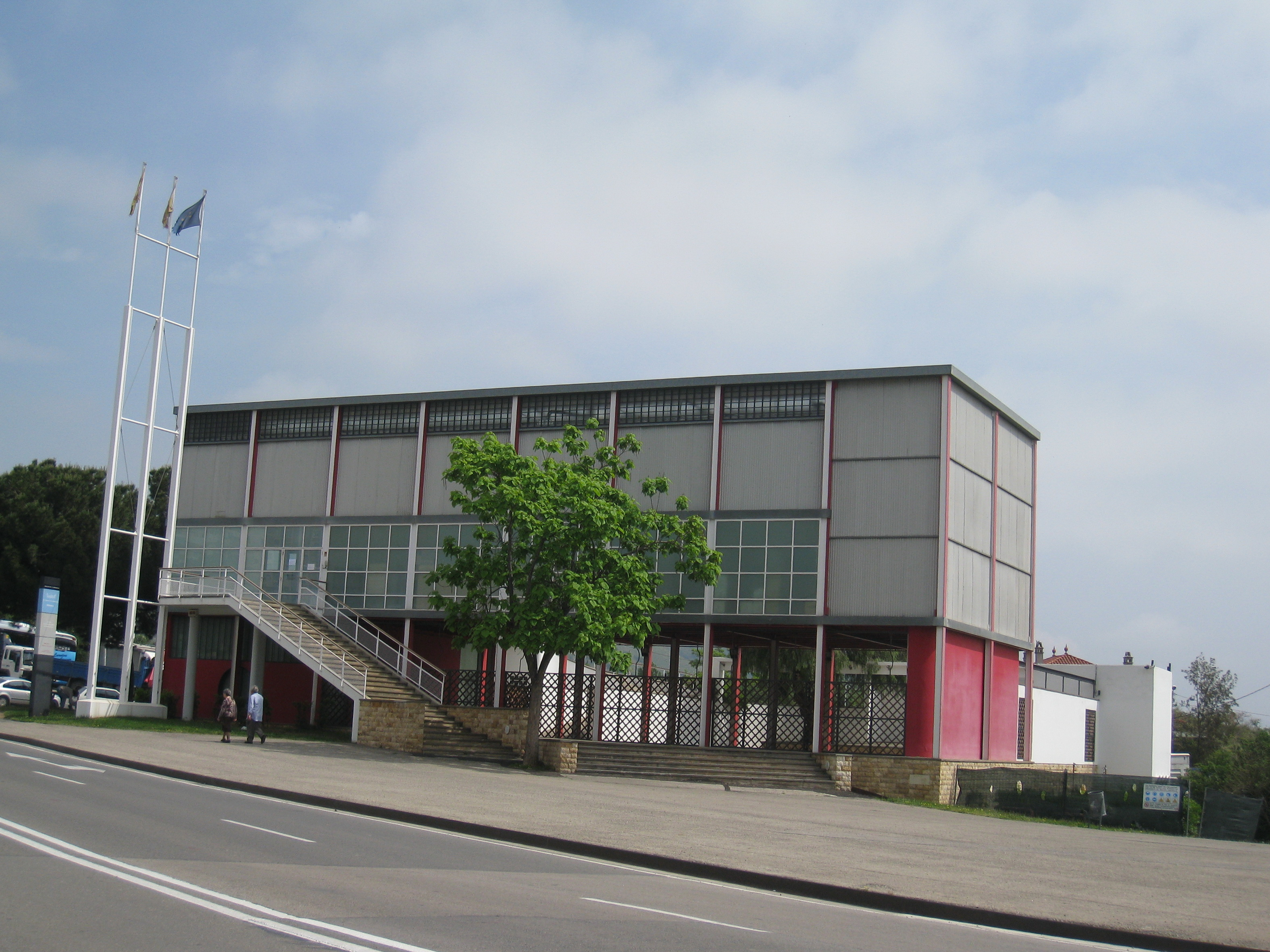
Paviljoen van de Spaanse Republiek in Paríjs (1937). Replica in Barcelona 1992

### Amerikaanse jaren

#### Town Planning Associates
Met Paul Lester Wiener en Paul Schulz begon Sert in 1942 een bureau voor stedelijk ontwerp en planning: Town Planning Associates. Het bureau was actief tot 1959. Veel van de opdrachten kwamen uit Latijns Amerika. Voor Brazilië werd een ontwerp gemaakt voor Cidade dos Motores, een stad van 25.000 inwoners voor een industriecomplex op 50 km van Rio de Janeiro. In dit ontwerp werden de principes van het Charter van Athene toegepast. De te bouwen stad werd verdeeld in verschillende zones (wonen, stadshart en industrie). Omdat het plan voor de ontwikkeling van een industriecomplex mislukte, kwam het niet tot een uitvoering. De bestaande fabriek werd geprivatiseerd en de eigenaren kozen meer traditionele oplossingen voor de huisvesting van de arbeiders.
Rond 1950 werkte Sert met Le Corbusier aan een stadsplan voor Bogota. Sert en Wiener maakten hun eigen versie van het Bogota Masterplan dat op veel punten afweek van de visie van Le Corbusier. In plaats van sloop van de oude stad stelden zij het behoud ervan voor. De geplande woningbouw was qua infrastructuur heel geschikt voor voetgangers en aangepast aan de locale cultuur
Ondanks de toepassing van de CIAM beginselen liet Sert in de voorstellen voor stadsvernieuwing in Latijns Amerika ook elementen typisch voor de Spaanse koloniale architectuur toe zoals de plaza als hart van de stad en de patio als hart van de woning. Parken en publieke ruimten vormden een essentieel onderdeel van een stedelijk plan.
TPA ontwierp ook een masterplan voor Havana: Havana Plan Piloto. De opdracht werd in 1956 door Fulgencio Batista gegeven. Het Plan Piloto voorzag de aanleg van een nieuw wegenstelsel, waardoor de stad beter bereikbaar zou worden voor het autoverkeer. Binnen deze verkeersassen werd een scheiding van de stedelijke functies doorgevoerd. De stad werd verdeeld in zones voor wonen, recreatie en industrie. Deze plannen zouden hebben geleid tot sloop van grote delen van de oude stad. De machtsovername in 1959 door Fidel Castro verhinderde de uitvoering van dit plan.

#### Harvard
In 1953 werd Sert decaan van de Harvard Graduate School of Design. Hij was de opvolger van Joseph Hudnut en Walter Gropius. Hij versterkte de samenwerking tussen de architecten, de landschapsarchitecten en de planners door de introductie van de discipline stedelijk ontwerp (Urban design) op het eerste Harvard congres over dit onderwerp in april 1956. Het betekende ook een herwaardering van de stad en het stadscentrum in een tijdperk van sterke suburbanisatie. De centrale stad moest niet worden overgelaten aan de zakenwereld, maar het moest ook een plek zijn waar mensen elkaar konden ontmoeten en zich thuis voelen.: ‘We ontwerpen niet voor de burgemeester ook niet voor de planningscommissie of voor de verkeersdeskundigen, maar alleen voor het volk en met het volk’

#### Sert, Jackson and Associate
In 1955 begon Sert een ontwerpbureau in Cambridge (Massachusetts). In 1958 werden Huson Jackson en Ronald Gourley partners en in 1959 werd Joseph Zalewski toegevoegd. Dit bureau voerde een groot aantal projecten in de Verenigde Staten, het Midden Oosten en Europa uit.
Het ontwerp voor het Harvard Center for the Study of World Religions (onderdeel van de Harvard Divinity School) was de eerste opdracht die het bureau voor de universiteit uitvoerde. Het was ontworpen als een wooncomplex met een aantal appartementen, een administratieve vleugel en een publieke ruimte. In 1990, 2001 en 2006 werd het gerenoveerd.
Voor Harvard University werd een wooncomplex aan de oevers van de Charles River ontworpen ‘Peabody Terrace’. Het bureau was ook verantwoordelijk voor het ontwerp van Holyoke Center (nu Smith Campus Center). In 1973 werd Harvard Science Center geopend. De modernistische vormgeving van deze gebouwen vormde een breuk met de traditionele bouwstijl in Harvard.
In 1955 gaf de Amerikaanse regering opdracht voor de bouw van de Ambassade in Bagdad. Het ontwerp van dit gebouw is een goed voorbeeld van de integratie van de Modernistische CIAM principes met de locale en regionale architectuur. Innovatieve elementen waren de aanleg van een irrigatiekanaal vanaf de Tigris. Voor Sert was dit de ruggengraat van het gehele ontwerp. Het stromende water verbond de delen van het complex, maar het was ook een verwijzing naar de wijze waarop de architecten van Al-Andalus het water in hun gebouwen integreerden in de 12e en 13e eeuw (bijvoorbeeld in het Alhambra). Het ontwerp werd voorzien van een dubbeldak in verschillende uitvoeringen om de grote zomerhitte te temperen. Jaloezieën en schermen vormden als het ware een tweede muur tegen het scherpe zonlicht, een idee dat veel navolging vond. In 1990 werd het gebouw verlaten.

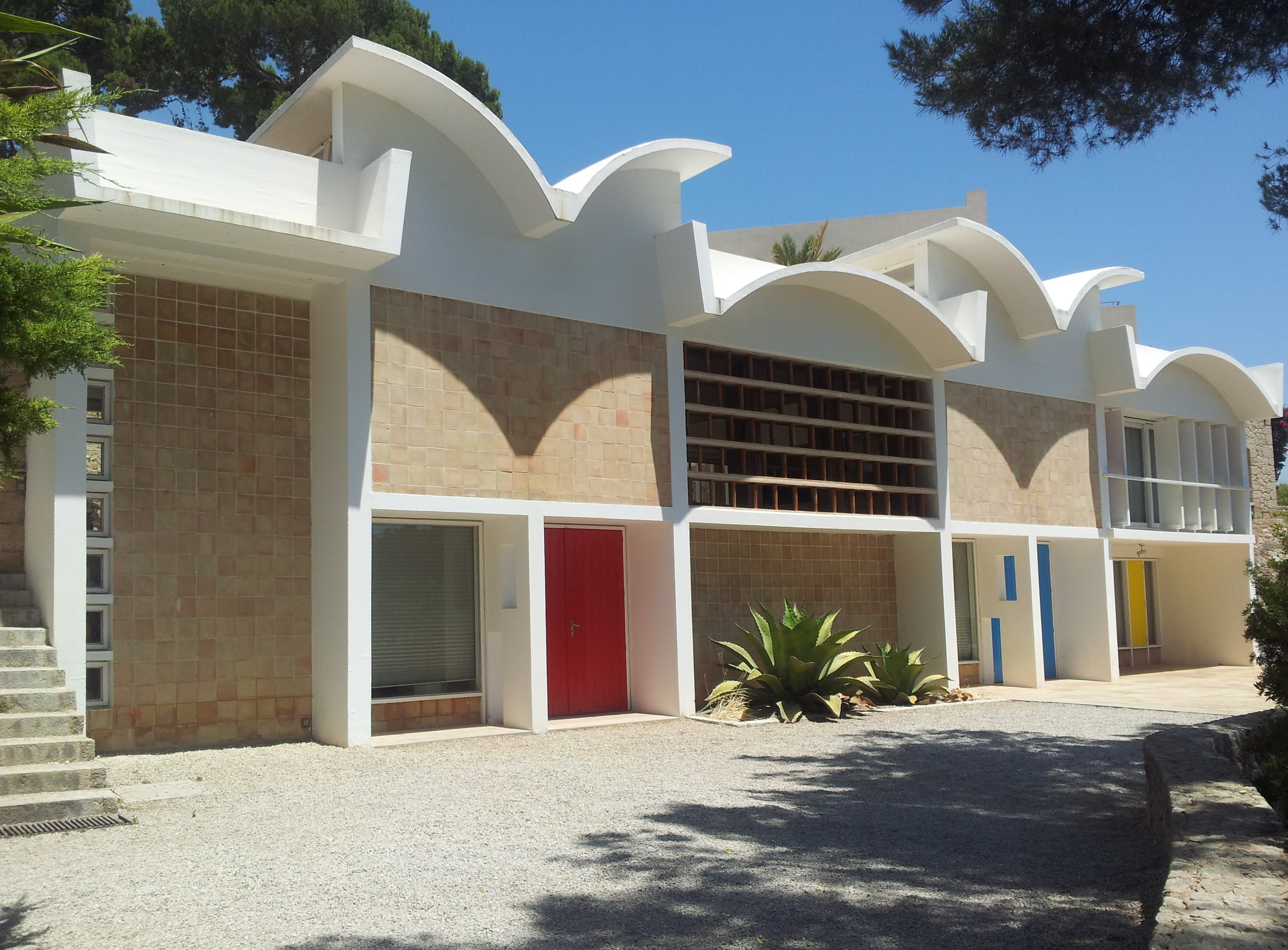
Joan Miró's Studio Sert in Palma de Mallorca

### Mediterrane architectuur
Na 1950 werd de invloed van de Mediterrane architectuur steeds meer zichtbaar in de ontwerpen van Sert. De functionele strengheid bleef in de gebouwen aanwezig, maar wel was veel aandacht voor de inpassing in de natuurlijke omgeving, de gevels kregen kleur en textuur en de patio was bepalend voor het ontwerp.
De bouw van de studio in 1956 voor zijn vriend Joan Miró op Mallorca laat duidelijk de aandacht voor de voordelen van de locale architectuur zien. De bouw van de Fondation Maeght geopend in 1964 en de Fundacio Joan Miró in Barcelona in 1975 waren volgens de Spaanse architect Jaume Freixa het bewijs dat Sert musea ontwierp als woningen en woningen als musea

### Sert’s Studio
Na jaren van reizen vestigde Joan Miró zich in 1954 in Palma de Mallorca. Hij kocht er een oude boerderij en hij vroeg zijn vriend Sert een ontwerp te maken voor een atelier. Voor Sert was dit de mogelijkheid weer in Spanje te gaan bouwen. Mallorca was de perfecte plek om zijn ideeën over de Moderne Mediterrane architectuur te realiseren. Sert kende Miró al vanaf 1932 en hij wist hoe Miró werkte en vooral welke eisen hij stelde aan het licht in zijn atelier. Sert vond dat Miró’s werk architectonische kwaliteiten had en gedurende het ontwerpproces was er een intensieve correspondentie over de basisbeginselen van het ontwerp. Het gebouw werd ingepast in de omgeving door het aanleggen van terrassen op verschillende niveaus. Muren en trappen werden gebouwd volgens locale tradities. Het atelier is L-vormig met grote verticale ramen. Heel typerend zijn de gewelfde dakconstructies die zorgen voor een optimale lichtinval en een goede luchtcirculatie.

### Fondation Maeght
Marguerite en Aimé Maeght waren enthousiast over het ontwerp dat Sert maakt voor Joan Miró’ studio op Mallorca en ze gaven hem de opdracht voor de bouw van de Fondation Maeght bij Saint-Paul-de-Vence. De bouw begon in 1960 en in 1964 werd het geopend door André Malraux.

### Carmel de la Paix

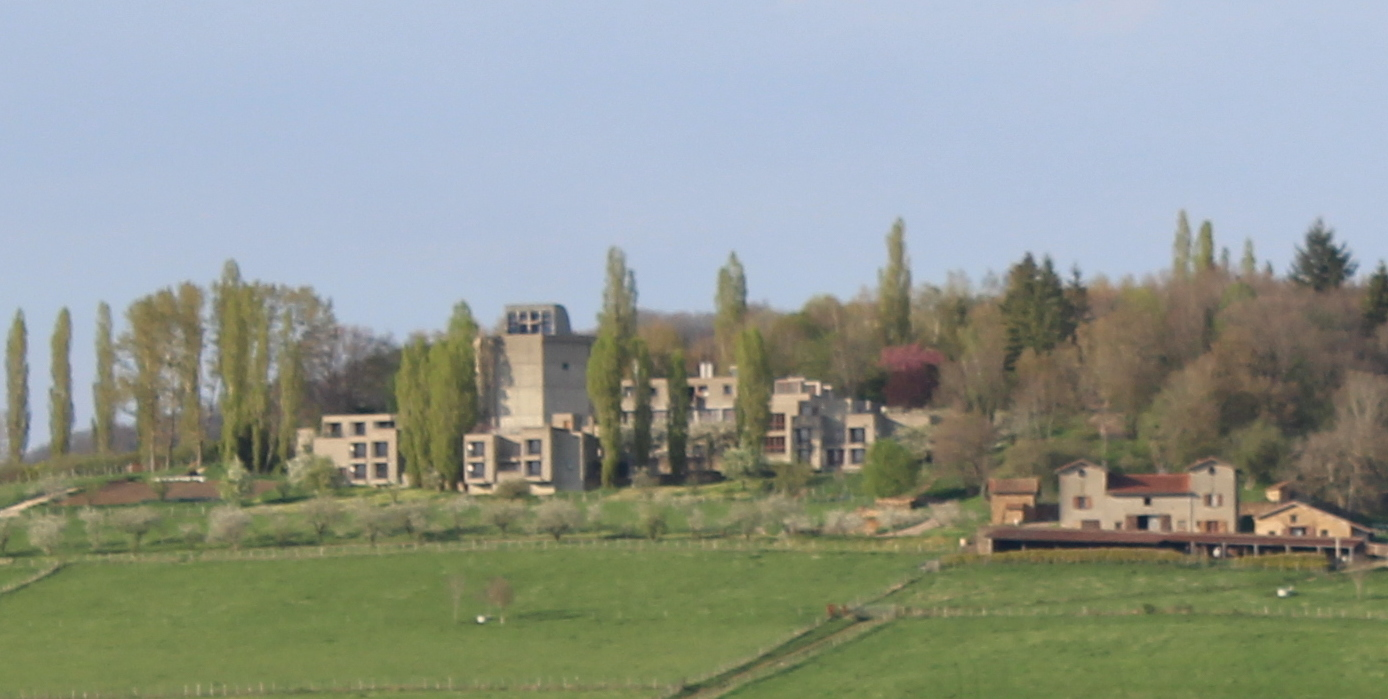
Carmel de la Paix

Het klooster Carmel de la Paix (Carmel Notre Dame de la Paix) op de heuvel Chaumont in Mazille op 4.5 km ten zuidwesten van Cluny (Frankrijk) is door Sert ontworpen in nauwe samenwerking met de kloosteroverste Marie-Thérèse d’Aragon. Het werd gebouwd tussen 1968 en 1971. Uitgangspunt voor het ontwerp was dat het gebouw het sacrale karakter van het alledaagse kloosterleven moest weergeven. Het moest een sober gebouw worden zonder franje omdat dit volgens de Karmelitessen de ervaring van Gods aanwezigheid zou belemmeren. Sert koos als bouwmateriaal het ‘beton brut’, onafgewerkte beton waarbij de textuur van de bekisting zichtbaar is gebleven (zie ook Brutalisme). De ruimtelijke ordening van het complex kent een zekere hiërarchie die is bepaald hoorde relatie tussen bidden en werken. De hexagonale kapel vormt het centrum, de woonvertrekken van de nonnen liggen eromheen. Aan de rand liggen de werkplaatsen en tuinen voor het dagelijks werk. Een bijzonder element is de ‘Jardin des Adieux’ waar de interne kloosterwereld in contact treedt met de buitenwereld.

### Fundació Joan Miró

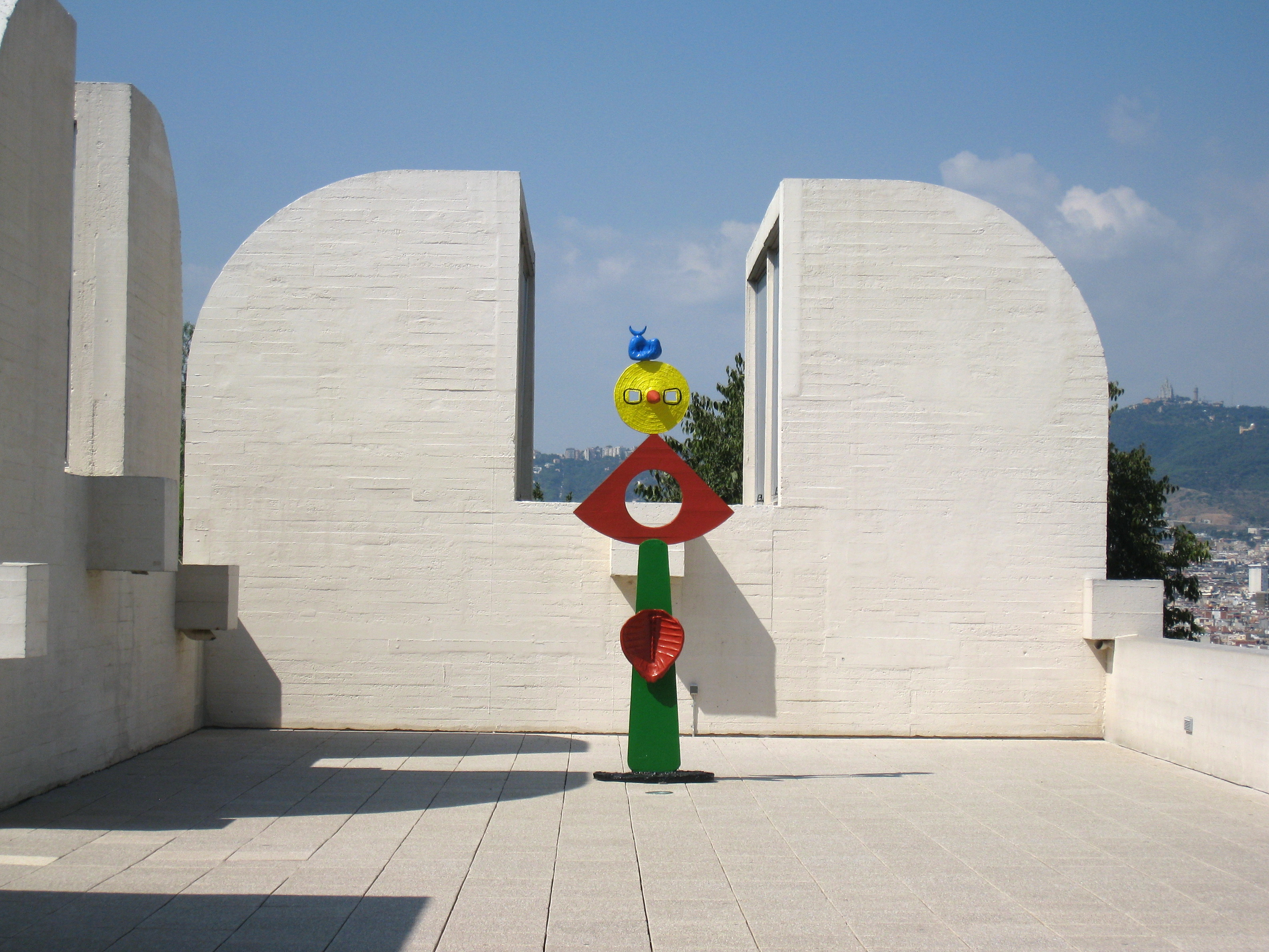
Het dakterras van de Fundació

Sert ontwierp de Fundació Joan Miró in het Parc de Montjuïc in Barcelona. In juni 1975 werd het geopend voor het publiek. Het heeft de voor Sert kenmerkende rationele architectuur met Mediterrane elementen. Het is geen museum in de traditionele betekenis, maar een complex van ruimten met grote terrassen en binnenpatio’s. De belangrijkste bouwmaterialen zijn beton (beton brut) en glas. Het achthoekige deel van het gebouw herinnert aan de achtkantige kapel van Carmel de la Paix. De dakramen zijn typisch voor de ontwerpen van Sert, gebogen kwartcilindrische constructies die een optimale lichtinval mogelijk maken. In het centrale deel is een patio met een olijfboom. Op het dak kwam een kleine beeldentuin.
Tussen 1986 en 1988 werd de Fundació uitgebreid om meer ruimte te scheppen voor tijdelijke tentoonstellingen. Jauma Freixa, een leerling van Sert, was verantwoordelijk voor het ontwerp